# 星州郡
星州郡（：／ Seongju gun */?）是位於大韓民國慶尚北道西南部的郡，西界慶尚南道，東界大邱廣域市。西有伽倻山，東有洛東江。面積616.16方公里，2009年人口44,987人。下分1邑、9面。
中部內陸高速公路經過該郡。第三套部署於美國以外的戰區高空防御飛彈（THAAD）系統裝設於此郡草田面韶成里。

## 友好城市
- 冠岳區 （2005年）